# Verlon Biggs
(en) Statistiques sur pro-football-reference
Verlon Marion Biggs, né le 16 mars 1943 à Moss Point et 7 juin 1994 également à Moss Point, est un joueur américain de football américain.

## Biographie

### Enfance
Biggs étudie à la Moss Point High School de sa ville natale avant d'entrer au Jackson State College pour évoluer avec les Tigers.

### Carrière
De 1961 à 1964, il est étudiant et membre de l'équipe de football américain de Jackson State, recevant deux titres d'All-American et deux nominations dans l'équipe de la saison pour la Southwestern Athletic Conference en 1963 et 1964. Il connait trois entraîneurs en quatre saisons dont John Merritt et Rod Paige.
Verlon Biggs est sélectionné au troisième de la draft de l'AFL de 1965 par les Jets de New York au vingtième choix. Dès son arrivée à New York, il se montre au-dessus des autres parmi les défenseurs et décroche le poste de titulaire, alternant entre le poste de defensive end et celui de defensive tackle avant de se fixer comme end,. Biggs décroche trois sélections comme All-Star en AFL et contribue à la victoire des Jets au Super Bowl III avec notamment un sack sur Daryle Lamonica face aux Raiders d'Oakland lors du match de championnat de l'AFL et un fumble provoqué lors du Super Bowl.
Après la saison 1970, il quitte New York pour les Redskins de Washington et continue d'être titulaire, faisant partie de l'équipe victorieuse du championnat de la National Football Conference en 1972. Après une saison 1975 vierge, il est remercié en 1976 et prend sa retraite. 
Le 7 juin 1994, Verlon Biggs décède d'une leucémie à l'âge de cinquante-et-un ans. 